# Гарри Поттер и Дары Смерти: часть 2 (саундтрек)
| Оценки критиков | Оценки критиков                                                          |
| Источник        | Оценка                                                                   |
| --------------- | ------------------------------------------------------------------------ |
| AllMusic        | 3 из 5 звёзд · 3 из 5 звёзд · 3 из 5 звёзд · 3 из 5 звёзд · 3 из 5 звёзд |
| Empire          | 5 из 5 звёзд · 5 из 5 звёзд · 5 из 5 звёзд · 5 из 5 звёзд · 5 из 5 звёзд |
| Evening Hour    | 5 из 5 звёзд · 5 из 5 звёзд · 5 из 5 звёзд · 5 из 5 звёзд · 5 из 5 звёзд |
| Filmtracks      | 5 из 5 звёзд · 5 из 5 звёзд · 5 из 5 звёзд · 5 из 5 звёзд · 5 из 5 звёзд |
| Movie Music UK  | 5 из 5 звёзд · 5 из 5 звёзд · 5 из 5 звёзд · 5 из 5 звёзд · 5 из 5 звёзд |
| Soundtrack Geek | 5 из 5 звёзд · 5 из 5 звёзд · 5 из 5 звёзд · 5 из 5 звёзд · 5 из 5 звёзд |
| Movie Wave      | 5 из 5 звёзд · 5 из 5 звёзд · 5 из 5 звёзд · 5 из 5 звёзд · 5 из 5 звёзд |

«Гарри Поттер и Дары Смерти: часть 2 (саундтрек)» (англ. Harry Potter and the Deathly Hallows – Part 2 (Original Motion Picture Soundtrack)) — альбом саундтреков к фильму «Гарри Поттер и Дары Смерти: часть 2», релиз которого состоялся 12 июля 2011 года. Автором музыки выступил французский композитор Александр Деспла, работавший и над предыдущей частью. Общая длительность всех композиций — 68 минут 26 секунд.
Саундтрек был номинирован на «Грэмми», «Спутник», «Houston Film Critics Society», «Denver Film Critics Society Award» и IFMCA в номинации «Лучший саундтрек». Также альбом одержал победу на премии «San Diego Film Critics Society».

## История и маркетинг
В начале 2011 года Деспла приступил к сочинению музыки. 27 мая была закончена запись всех треков с Лондонским симфоническим оркестром на студии Эбби-Роуд.
2 апреля компания Warner Bros. на официальном сайте опубликовала информацию, что саундтрек выйдет 12 июля.
16 июня стал доступен полный трек-лист будущего саундтрека. 23 июня были опубликованы минутные превью каждого трека на сайте Qobuz.Также стал доступен предзаказ альбома на Amazon.
Александр Деспла также использовал «Тему Хедвига», написанную Джоном Уильямсом для первого фильма, тем самым завершая франшизу.

## Список композиций
| №                   | Название                                       | Длительность |
| ------------------- | ---------------------------------------------- | ------------ |
| 1.                  | «Lily's Theme (Тема Лили)»                     | 2:28         |
| 2.                  | «The Tunnel (Туннель)»                         | 1:09         |
| 3.                  | «Underworld (Под землёй)»                      | 5:24         |
| 4.                  | «Gringotts (Гринготтс)»                        | 2:24         |
| 5.                  | «Dragon Flight (Полет на драконе)»             | 1:43         |
| 6.                  | «Neville (Невилл)»                             | 1:40         |
| 7.                  | «A New Headmaster (Новый директор)»            | 3:25         |
| 8.                  | «Panic Inside Hogwarts (Паника в Хогвартсе)»   | 1:53         |
| 9.                  | «Statues (Статуи)»                             | 2:22         |
| 10.                 | «The Grey Lady (Серая дама)»                   | 5:51         |
| 11.                 | «In the Chamber of Secrets (В тайной комнате)» | 1:37         |
| 12.                 | «Battlefield (Поле битвы)»                     | 2:13         |
| 13.                 | «The Diadem (Диадема)»                         | 3:08         |
| 14.                 | «Broomsticks and Fire (Метлы и огонь)»         | 1:24         |
| 15.                 | «Courtyard Apocalypse (Разрушение)»            | 2:00         |
| 16.                 | «Snape's Demise (Гибель Снегга)»               | 2:51         |
| 17.                 | «Severus and Lily (Северус и Лили)»            | 6:08         |
| 18.                 | «Harry's Sacrifice (Жертва Гарри)»             | 1:57         |
| 19.                 | «The Resurrection Stone (Воскрешающий камень)» | 4:32         |
| 20.                 | «Harry Surrenders (Гарри сдаётся)»             | 1:30         |
| 21.                 | «Procession (Процессия)»                       | 2:07         |
| 22.                 | «Neville the Hero (Невилл - герой)»            | 2:17         |
| 23.                 | «Showdown (Финальная битва)»                   | 3:37         |
| 24.                 | «Voldemort's End (Конец Волан-де-Морта)»       | 2:44         |
| 25.                 | «A New Beginning (Новое начало)»               | 1:39         |
| Общая длительность: | Общая длительность:                            | 68:26        |

## Успех саундтрека
- Саундтрек стал номинантом премии «Грэмми» в категории «Лучший саундтрек для визуальных медиа»[2].
- В 2011 году альбом стал претендентом на «Оскар», однако в окончательный список номинантов не попал[7].
- Альбом попал в чарт Австрии, заняв 51 позицию[8]. В Мексике — 64 место[9]. А в Швейцарии достиг 58 строки[10].
- В чарте «Независимые альбомы» саундтрек достиг четвёртой строки[11].
- В топах «Продажи альбомов», «Лучшие альбомы» и Billboard 200 альбом занял 25 место[12][13][14].
- CineRadio назвал саундтрек одним лучших саундтреков за июль 2011 года[15].